# Уя (Фату-Хива)
Уя (фр. Uia) — деревня на Маркизских островах во Французской Полинезии. Самая маленькая деревня острова Фату-Хива и единственная на его восточном берегу. Население — менее 40 жителей (уступает намного более заселенным Омоа и Ханававе).
Долина в окрестностях деревни знаменита тем, что здесь в 1937-1938 годах прожил полтора года Тур Хейердал со своей невестой Лив и описал это в своей первой книге «В поисках рая» (1938).